# 徐道觉
徐道觉（英文：Tao-Chiuh Hsu；1917年—2003年），著名美籍华人细胞生物学家。徐道觉曾担任美国细胞生物学会主席，是该学会首位华人主席。徐道觉并有“哺乳动物细胞遗传学之父”（“Father of Mammalian Cytogenetics”）之称。

## 生平
1917年4月17日，徐道觉生于中国浙江省绍兴市。1932年，徐道觉毕业于位于杭州的浙江省立一中（即今杭州高級中学）。同年，徐道觉考入位于杭州的浙江高级农业职业学校（当时由浙江大学代办）。1936年至1941年，徐道觉就读于国立浙江大学农学院，并于农学院植物病虫害系毕业，获得理学学士学位。中国著名遗传学家谈家桢是徐道觉大学期间的教授。徐道觉本科毕业后因成绩优异，被谈家桢选为讲师，留校任教（当时同为谈家桢助教的还有刘祖洞和项维）。徐道觉并在谈家桢指导下攻读遗传学研究生课程，获得理学硕士学位。
1948年，徐道觉赴美国留学。1951年，徐道觉获得美国德克薩斯州大學奧斯汀分校（亦称：德州大学）哲学博士学位。20世纪50年代早期，徐道觉在德州大学医学院（加尔维斯敦市；英文：University of Texas Medical Branch）从事博士后研究工作，曾师从查尔斯·伯梅瑞特（Charles Pomerat）。1953年，徐道觉被聘为德州大学奥斯汀分校的助理教授。1955年，徐道觉成为德州大学安德森医院和肿瘤研究所（今为安德森癌症中心；英文：The University of Texas MD Anderson Cancer Center；位于休斯敦市）实验细胞学研究室（后易名为细胞生物学研究室，亦位于休斯敦市）的主任。1955年，徐道觉升任副教授；1961年，晋升为正教授。1980年，徐道觉成为安德森癌症中心的首席教授（首任）。徐道觉服务安德森癌症中心超过30年。
2003年7月9日，徐道觉因癌症病逝于他所工作过的德州大学安德森医院，享年86岁。

## 学术成就
徐道觉在哺乳动物细胞遗传学领域有多方面的贡献，按时间顺序主要有：
1. 1952年，徐道觉不经意间发现采用低渗溶液预处理人类染色体制片能得到分散得非常好的分裂中期染色体，从而为精确确定人体染色体数目以及其他哺乳动物染色体数目奠定了有效方法。[5]
2. 1961年至1963年，徐道觉成功地诱导染色体特定位点的断裂，最早报告了染色体的“脆性位点”。
3. 1971年，徐道觉建立了染色体C显带技术。
4. 1983年，徐道觉提出诱变剂敏感性与环境因素致癌作用相关的假说，该假说于1989年被实验证明。
5. 1992年，徐道觉建立了测量抗氧化剂效率的可行方法。

徐道觉一生中最大的学术业绩是开创了能精确确定人体细胞染色体常数的方法。这种在染色体制片过程中采用低渗生理溶液预处理的方法是徐道觉在不经意间发现的。然而，可惜的是徐道觉错过了精确确定人体染色体常数的机会。
1995年的《美国医学遗传学报》刊登了徐道觉的自传，长达22页。其中显示至1995年，徐道觉已经发表有338篇论文和著作。2001年1月的私人通信中显示徐道觉的论文约有400篇。

## 荣誉
徐道觉曾被推选担任第13届美国细胞生物学会主席（1973年—1974年）。美国细胞生物学会（英文：The American Society for Cell Biology；缩写：ASCB）代表了世界细胞生物学领域研究的的最高水平，历届主席人选中不乏细胞生物学的泰斗级人物，包括2009年诺贝尔医学或生理学奖得主伊丽莎白·布莱克本（ASCB 1998年主席）。
徐道觉也是少数能挤入美国学术主流华人领袖级人物，其他华人美国学会主席包括：

- 赵元任（英文：Chao Yuen Ren）：江苏武进人（生于天津），1945年美国语言学会主席；
- 李景均（C. C. Li）：天津人，1960年美國人類遺傳學學會主席；
- 陈省身（Shiing-Shen Chern）：浙江嘉兴人，1964年美國數學學會副主席；
- 吴健雄（Chien-Shiung Wu）：江苏苏州人（生于上海），1975年美国物理学会主席；
- 何炳棣（Ping-ti Ho）：浙江金华人（生于天津），1975年/1976年美国亚洲学会（Association for Asian Studies）主席；
- 錢煦（Shu Chien）：浙江杭州人（生于北平，今北京），1990年/1991年美国生理学会（American Physiological Society）主席，1992年/1993年美国实验生物学联合会（Federation of American Societies for Experimental Biology）主席，2001年/2002年美國醫學與生物工程院主席；
- 钱永佑（Richard W. Tsien）：浙江杭州人（生于贵州大定），1987年/1988年普通生理学会（Society of General Physiologists）主席；
- 徐遐生（Frank Shu）：浙江温州人（生于昆明），1994年/1996年美国天文学会主席；
- 胡流源（Savio L-Y Woo）：浙江宁波人（生于上海），美国生物力学会（American Society of Biomechanics）主席，美国骨科研究会（Orthopaedic Research Society）主席；
- 毛昭宪（Van C. Mow）：浙江宁波人（生于成都），美国骨科研究会主席；
- 贺斌（Bin He）：浙江人，2009年/2010年電機電子工程師學會主席。

徐道觉曾获得1996年的UTMB GSBS杰出校友奖（1996 Distinguished Alumnus Award）。徐道觉也曾获得纽约国际中心（The International Center，New York）的杰出成就奖。